# Хакудзосу

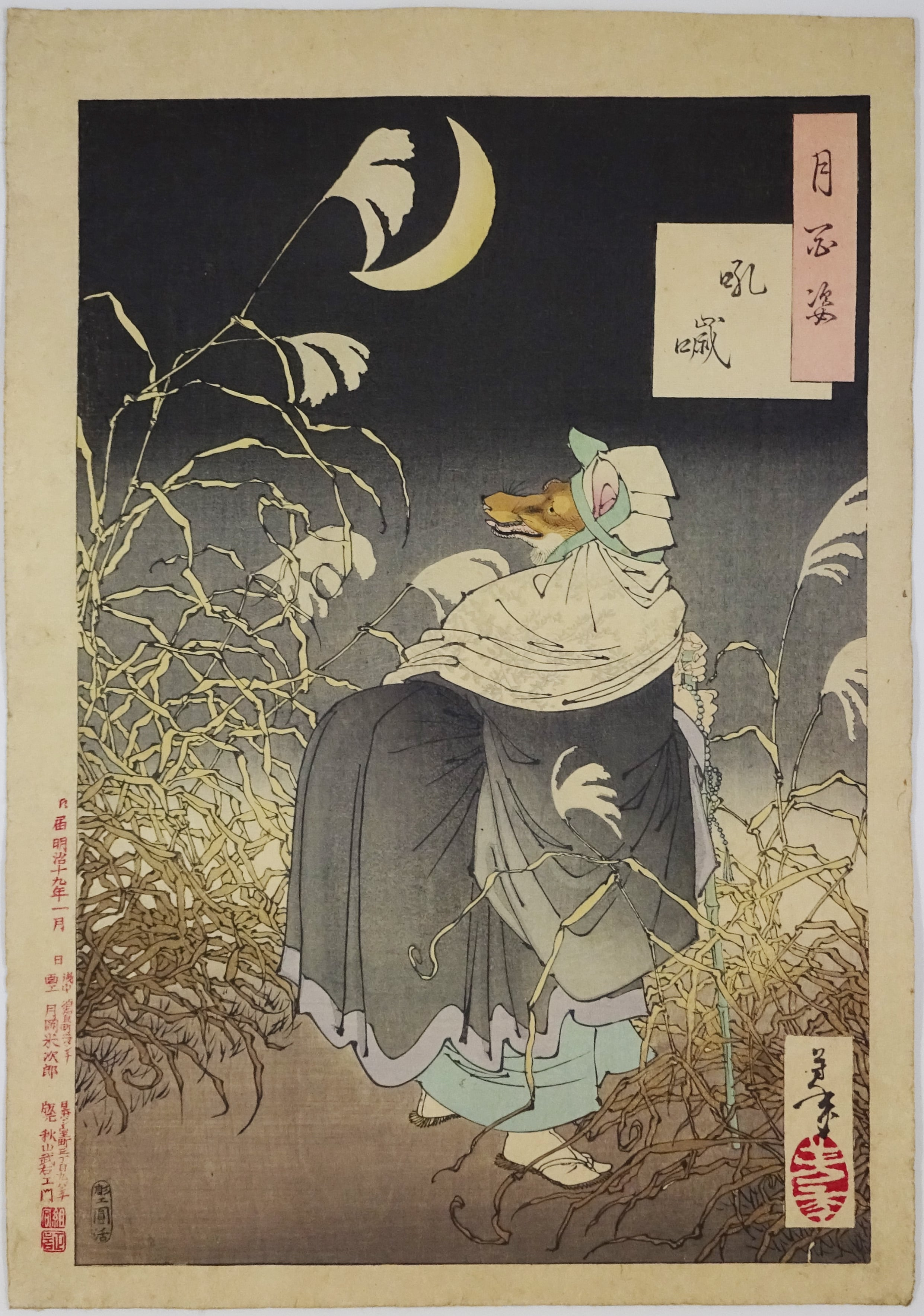
Цукіока Йосітосі (1886). Хакудзосу в момент перетворення з ченця на лисицю.

Хакудзосу (яп. 白蔵主) — ім'я кіцуне, яка прикидалася ченцем. Популярний у японському фольклорі сюжет.

## Легенда
Буддійський чернець Хакудзосу жив у храмі Серіндзі в Осаці. Він шанував богиню Інарі й тримав у храмі кілька лисиць, яких використовував, щоб передбачати майбутнє.
Образ японської кіцуне «Хакудзосу» використовується при створенні декоративної різьбленої скульптури у вигляді перевертня-лисиці в нецке, які виготовлялися як амулети. Починаючи від XI століття образ пов'язували з богинею рису Інарі, яка могла не тільки покарати, але й надати милість. На шнурі разом з нецке «Хакудзосу» також прикріплювалася намистина одзіме, як правило, виготовлена з блідо-зеленого нефриту, що уособлює справедливість і моральну чистоту. Також японці вважають, що нефрит може захистити від надприродних сил, що підсилює значення нецке «Лисиця-священик».

## П'єса кьоген
Легенда про Хакудзосу лягла в основу п'єси театру Кьоген під назвою «Пастка для лисиці» (яп. 釣狐) або «Лисячий гавкіт» (яп. 吼噦). За однією з версій, одного разу мисливця на лисиць відвідав його дядечко-чернець Хакудзосу. Старий прочитав йому проповідь про те, що тварин, а особливо лисиць, убивати не можна, бо це буддійський гріх. Чернець пішов, залишивши племінника, який всерйоз замислився над тим, щоб припинити полювати. Однак у якийсь момент він почув гавкіт лисиці, яка потрапила в пастку і розуміє, що щойно бачив не свого дядька, а перевтілену в нього хитру лисицю, яка мала намір його обдурити.
Ця комічна п'єса послужила основою для сюжету гравюри Цукіоки Йосітосі «Лисячий гавкіт». На гравюрі зображено сцену, коли лисиця повертається від мисливця, набуваючи свого справжнього вигляду. Вона дивиться через плече своєю лисячою мордочкою, але на ній все ще одяг і взуття ченця. В руках вона тримає чернечі чотки.
В сучасному світі образ лисиці-перевертня, як під ім'ям Hakuzosu, так і під іншими іменами, поряд з іншими духами японського фольклору — сікіґамі,- широко використовується у відеоіграх.

## Сучасність
У храмі Шаолінь щорічно 21 березня проводиться фестиваль опікуна Хакудзосу Інарі, який називається Свято весни.
Хакудзосу присвячено низку храмів та святинь: храм Соріндзі «Хакудзосу Інарі Даймьодзін» (Сакай, префектура Осака), храм Кайфукудзі «Хакузосу Дайзендзін» (Саїкі, префектура Оїта), храм Шипподзі "Хакудзосу Дайзендзін" (Носе, префектура Осака),          Хакурю Інарі Окамі (Умі Джигоку) "Хакудзосу Інарі Окамі" (Беппу, префектура Оїта), Хакузо Дайзендзін «Хакудзосу Нозука» (Хіґасіосака, префектура Осака).